# Jean Nicolas de Monard
Pour les articles homonymes, voir Monard.
Jean Nicolas de Monard, né le 19 octobre 1750 à Charleville (Province de Champagne), mort le 20 décembre 1831 à Autun (Saône-et-Loire), est un général français de la Révolution et de l’Empire.

## Biographie

### Famille
Jean Nicolas est issu d'une famille de noblesse d'épée champenoise qui compte nombre d'officiers. En octobre 1782, il épouse à Laizy Catherine Charlotte Valletat dont il aura deux fils. Son arrière petit fils qui fit un essai avorté de carrière militaire, est le peintre et sculpteur animalier Louis de Monard.

### Carrière
Il s'enrôle en 1763, dans un régiment de cavalerie et en 1782, après son mariage, il se fixe à Autun pays de son épouse.
Il est fait chevalier de Saint-Louis le 18 juin 1789. Il est nommé colonel le 5 mai 1792, au 5e régiment de chasseurs à cheval, et le 20 septembre 1792, il se distingue à la tête de son régiment à la bataille de Valmy. Il prend part aux combats en Belgique, où il tombe de cheval. La blessure invalidante qui en résulte, l'éloigne à jamais des champs de bataille.
Le 8 mars 1793, sa conduite héroïque à Valmy et les recommandations de Kellermann lui donne le grade de général de brigade.
De mars 1793 au 22 septembre 1793, il exerce comme gouverneur militaire de Verdun et inspecteur général des dépôts de cavalerie des armées du Nord et des Ardennes. Le 11 octobre 1793, il est à Châlons-en-Champagne pour réquisitionner les armes et équipements militaires du département de la Marne pour les besoins de l'armée du Nord et des Ardennes. Ultérieurement, par une confusion absurde, on l'accuse d'être un proche du général Jean Nicolas Houchard (accusé faussement de lâcheté), qu'il ne rencontra jamais. De retour à Autun, on l'emprisonne, et il est relaxé en septembre 1794, puis mis en retraite.
De septembre 1794 à juin 1799, il s’essaie à la chose publique et occupe des fonctions administratives en Saône-et-Loire. Il est appelé au conseil des Cinq Cent, mais son élection est cassée car on le soupçonne injustement de menées anticiviques.
Le 1er juin 1799, il est réintégré au service actif, et le 7 février 1800, il est inspecteur aux revues de la 18e division militaire à Dijon. Le 7 mars 1801, il devient chef inspecteur aux revues dans le corps d’observation de la Gironde, puis le 23 septembre il retourne dans la 18e division militaire. En 1803, il est inspecteur en chef de l'ensemble des troupes rassemblées par Napoléon en vue d'envahir l’Angleterre, et il est fait chevalier de la Légion d’honneur le 25 mars 1804.
Le 30 août 1805, il prend les fonctions d’inspecteur du 6e corps de la Grande Armée, et le 26 décembre suivant, il est commissaire du gouvernement auprès du nouveau Royaume de Wurtemberg, puis en 1806 auprès du Grand Duc de Bade, où il fait appliqué les directives du traité de Presbourg et du traité de Paris.
Le 1er mai 1806, il est affecté à la 18e division militaire, poste qu’il occupe jusqu’au 1er février 1815.
Lors de la première restauration, il est fait officier de la Légion d’honneur le 24 août 1814, par le roi Louis XVIII.
Il n’exerce aucune activité militaire pendant les Cent-Jours, et il se retire en Morvan au château de Marcheseuil, dans le Canton de Liernais en Côte-d'Or.
De 1816 à 1818, il est maire de Marcheseuil.
Il meurt à Autun, le 30 décembre 1831.

## Armoiries
- Jean Nicolas de Monard et descendance: De sinople à chevron d'argent, accompagné de trois molettes d'or, posées 2 et 1.
- Monard (branche champenoise); D'argent à la fasce de gueules, accompagnée de trois aiglettes d'azur, deux en chef une en pointe.

## Décorations
- Chevalier de l'Ordre de Saint Louis (18 juin 1789).
- Commandeur de l'Ordre de la Fidélité de Bade (3 décembre 1806).
- Officier de la Légion d'Honneur (24 août 1814).

## Sources
- Denis Grivot : Autun.Lescuyer.Lyon, 1967. page 308.
- Paul Montarlot : Les députés de Saône et Loire aux assemblées de la Révolution 1789-1799, Conseil des Cinq Cent et Conseil des Anciens (Suite).Mémoires de la Société Eduenne, Tome XXXVIII, Dejussieu Père et Fils, Autun 1910.Pages 145 à 149.
- Jacques Thomas : Louis de Monard (1873-1939)-Une famille de militaires.Mémoires de la Société Eduenne nouvelle série Tome LIV Fasc 3.Imprimerie Marcellin, Autun 1983.Page 199
- « Cote LH/1901/54 », base Léonore, ministère français de la Culture
- (en) « Generals Who Served in the French Army during the Period 1789 - 1814: Eberle to Exelmans »
- Thierry Pouliquen, « Les généraux français et étrangers ayant servis [sic] dans la Grande Armée » (consulté le 30 juin 2014)
- (pl) « Napoléon.org.pl »
- Registre des délibérations du conseil général de la commune de Châlons-en-Champagne, D2, f° 137-1 et 2, archives municipales de la ville